# La Corne-en-Vexin
La Corne-en-Vexin é uma comuna francesa na região administrativa de Altos da França, no departamento de Oise. Estende-se por uma área de 16.85 km². Em 2010 a comuna tinha 545 habitantes (densidade: 32,3 hab./km²).
Foi criada em 1 de janeiro de 2019, a partir da fusão das antigas comunas de Énencourt-le-Sec (sede da comuna), Boissy-le-Bois e Hardivillers-en-Vexin.